# برت اسکریون
برت اسکریون (انگلیسی: Bert Scriven; ۲ فوریهٔ ۱۹۰۸ – ۲۰۰۱ (۹۲−۹۳ سال)) بازیکن فوتبال اهل بریتانیا بود.
از باشگاه‌هایی که در آن بازی کرده‌است می‌توان به باشگاه فوتبال توتون و باشگاه فوتبال ساوت‌همپتون اشاره کرد.